# Lista över fornlämningar i Varbergs kommun (Träslöv)
Lista över fornlämningar i Varbergs kommun (Träslöv) är en förteckning av ett urval av de fornlämningar som finns i Träslöv i Varbergs kommun.
| Namn                                   | Lämningstyp      | Tillkomsttid | Historisk indelning | Plats | Läge                 | ID-nr          | Bild                                      |
| -------------------------------------- | ---------------- | ------------ | ------------------- | ----- | -------------------- | -------------- | ----------------------------------------- |
| Träslöv 1:1                            | Stensättning     |              | Träslöv, Halland    |       | 57.066522, 12.253382 | 10150700010001 | Ladda upp en bild av detta fornminne      |
| Träslöv 1:2                            | Röse             |              | Träslöv, Halland    |       | 57.066504, 12.253176 | 10150700010002 | Ladda upp en bild av detta fornminne      |
| Träslöv 1:3                            | Röse             |              | Träslöv, Halland    |       | 57.066407, 12.252998 | 10150700010003 | Ladda upp en bild av detta fornminne      |
| Träslöv 1:4                            | Röse             |              | Träslöv, Halland    |       | 57.066195, 12.252457 | 10150700010004 | Ladda upp en bild av detta fornminne      |
| Träslöv 2:1                            | Röse             |              | Träslöv, Halland    |       | 57.036654, 12.299306 | 10150700020001 | Ladda upp en bild av detta fornminne      |
| Gamlas (Träslöv 3:1)                   | Röse             |              | Träslöv, Halland    |       | 57.037916, 12.296703 | 10150700030001 | Ladda upp en bild av detta fornminne      |
| Gamlas (Träslöv 3:2)                   | Röse             |              | Träslöv, Halland    |       | 57.038027, 12.296487 | 10150700030002 | Ladda upp en bild av detta fornminne      |
| Gamlas (Träslöv 4:1)                   | Röse             |              | Träslöv, Halland    |       | 57.038453, 12.295953 | 10150700040001 | Ladda upp en bild av detta fornminne      |
| Gamlas (Träslöv 5:1)                   | Röse             |              | Träslöv, Halland    |       | 57.039230, 12.294823 | 10150700050001 | Ladda upp en bild av detta fornminne      |
| Träslöv 6:1                            | Stensättning     |              | Träslöv, Halland    |       | 57.047496, 12.292761 | 10150700060001 | Ladda upp en bild av detta fornminne      |
| Träslöv 7:1                            | Stensättning     |              | Träslöv, Halland    |       | 57.048910, 12.286526 | 10150700070001 | Ladda upp en bild av detta fornminne      |
| Vårdberget (Träslöv 9:1)               | Röse             |              | Träslöv, Halland    |       | 57.049871, 12.277320 | 10150700090001 | Ladda upp en bild av detta fornminne      |
| Segernäs (Träslöv 10:1)                | Stridsvärn       |              | Träslöv, Halland    |       | 57.043906, 12.282161 | 10150700100001 | Ladda upp en bild av detta fornminne      |
| Träslöv 13:1                           | Stensättning     |              | Träslöv, Halland    |       | 57.059648, 12.277418 | 10150700130001 | Ladda upp en bild av detta fornminne      |
| Träslöv 14:1                           | Röse             |              | Träslöv, Halland    |       | 57.059002, 12.283148 | 10150700140001 | Ladda upp en bild av detta fornminne      |
| Träslöv 14:2                           | Röse             |              | Träslöv, Halland    |       | 57.058651, 12.282646 | 10150700140002 | Ladda upp en bild av detta fornminne      |
| Träslöv 15:1                           | Stensättning     |              | Träslöv, Halland    |       | 57.057669, 12.281554 | 10150700150001 | Ladda upp en bild av detta fornminne      |
| Träslöv 16:1                           | Stensättning     |              | Träslöv, Halland    |       | 57.058359, 12.285637 | 10150700160001 | Ladda upp en bild av detta fornminne      |
| Träslöv 18:1                           | Stensättning     |              | Träslöv, Halland    |       | 57.056091, 12.315335 | 10150700180001 | Ladda upp en bild av detta fornminne      |
| Träslöv 20:1                           | Stensättning     |              | Träslöv, Halland    |       | 57.074655, 12.308523 | 10150700200001 | Ladda upp en bild av detta fornminne      |
| Träslöv 21:1                           | Hög              |              | Träslöv, Halland    |       | 57.074259, 12.308906 | 10150700210001 | Ladda upp en bild av detta fornminne      |
| Träslöv 22:1                           | Stensättning     |              | Träslöv, Halland    |       | 57.081260, 12.308657 | 10150700220001 | Ladda upp en bild av detta fornminne      |
| Träslöv 22:2                           | Hög              |              | Träslöv, Halland    |       | 57.081114, 12.308571 | 10150700220002 | Ladda upp en bild av detta fornminne      |
| Träslöv 22:3                           | Stensättning     |              | Träslöv, Halland    |       | 57.081215, 12.308437 | 10150700220003 | Ladda upp en bild av detta fornminne      |
| Träslöv 23:1                           | Stensättning     |              | Träslöv, Halland    |       | 57.106616, 12.307105 | 10150700230001 | Ladda upp en bild av detta fornminne      |
| Bastekullen (Träslöv 24:1)             | Stensättning     |              | Träslöv, Halland    |       | 57.106690, 12.309199 | 10150700240001 | Ladda upp en bild av detta fornminne      |
| Träslöv 25:1                           | Stensättning     |              | Träslöv, Halland    |       | 57.107536, 12.311026 | 10150700250001 | Ladda upp en bild av detta fornminne      |
| Träslöv 25:2                           | Stensättning     |              | Träslöv, Halland    |       | 57.107262, 12.310796 | 10150700250002 | Ladda upp en bild av detta fornminne      |
| Träslöv 27:1                           | Stensättning     |              | Träslöv, Halland    |       | 57.109872, 12.326043 | 10150700270001 | Ladda upp en bild av detta fornminne      |
| Korsgatan (Träslöv 28:1)               | Gravfält         |              | Träslöv, Halland    |       | 57.112355, 12.321914 | 10150700280001 | Ladda upp en bild av detta fornminne      |
| Korsgatan (Träslöv 28:3)               | Hällristning     |              | Träslöv, Halland    |       | 57.112628, 12.321013 | 10150700280003 | Ladda upp en bild av detta fornminne      |
| Stenstugan, Blotabordet (Träslöv 29:1) | Stenkammargrav   |              | Träslöv, Halland    |       | 57.131703, 12.353128 | 10150700290001 | Ladda upp en till bild av detta fornminne |
| Träslöv 30:1                           | Stensättning     |              | Träslöv, Halland    |       | 57.129373, 12.350691 | 10150700300001 | Ladda upp en bild av detta fornminne      |
| Träslöv 30:2                           | Stensättning     |              | Träslöv, Halland    |       | 57.129482, 12.350810 | 10150700300002 | Ladda upp en bild av detta fornminne      |
| Stångarhögarna (Träslöv 31:1)          | Gravfält         |              | Träslöv, Halland    |       | 57.129386, 12.343171 | 10150700310001 | Ladda upp en bild av detta fornminne      |
| Träslöv 32:1                           | Hög              |              | Träslöv, Halland    |       | 57.129789, 12.340027 | 10150700320001 | Ladda upp en bild av detta fornminne      |
| Träslöv 33:1                           | Hög              |              | Träslöv, Halland    |       | 57.132474, 12.354809 | 10150700330001 | Ladda upp en bild av detta fornminne      |
| Träslöv 36:1                           | Hög              |              | Träslöv, Halland    |       | 57.121969, 12.321682 | 10150700360001 | Ladda upp en bild av detta fornminne      |
| Träslöv 36:2                           | Stensättning     |              | Träslöv, Halland    |       | 57.121810, 12.321779 | 10150700360002 | Ladda upp en bild av detta fornminne      |
| Hockstenarna (Träslöv 37:1)            | Stenkammargrav   |              | Träslöv, Halland    |       | 57.129419, 12.336826 | 10150700370001 | Ladda upp en till bild av detta fornminne |
| Hockstenarna (Träslöv 37:2)            | Hällristning     |              | Träslöv, Halland    |       | 57.129435, 12.336725 | 10150700370002 | Ladda upp en till bild av detta fornminne |
| Träslöv 38:1                           | Stensättning     |              | Träslöv, Halland    |       | 57.133814, 12.321440 | 10150700380001 | Ladda upp en bild av detta fornminne      |
| Träslöv 38:2                           | Stensättning     |              | Träslöv, Halland    |       | 57.133750, 12.321732 | 10150700380002 | Ladda upp en bild av detta fornminne      |
| Träslöv 39:1                           | Stensättning     |              | Träslöv, Halland    |       | 57.136831, 12.328371 | 10150700390001 | Ladda upp en bild av detta fornminne      |
| Träslövs gamla kyrka (Träslöv 40:1)    | Kyrka/kapell     |              | Träslöv, Halland    |       | 57.120124, 12.309250 | 10150700400001 | Ladda upp en till bild av detta fornminne |
| Träslöv 40:2                           | Begravningsplats |              | Träslöv, Halland    |       | 57.120252, 12.308904 | 10150700400002 | Ladda upp en bild av detta fornminne      |
| Träslöv 41:1                           | Stensättning     |              | Träslöv, Halland    |       | 57.150836, 12.320872 | 10150700410001 | Ladda upp en bild av detta fornminne      |
| Träslöv 44:1                           | Stensättning     |              | Träslöv, Halland    |       | 57.144563, 12.334091 | 10150700440001 | Ladda upp en bild av detta fornminne      |
| Träslöv 44:2                           | Stensättning     |              | Träslöv, Halland    |       | 57.144452, 12.334018 | 10150700440002 | Ladda upp en bild av detta fornminne      |
| Träslöv 44:3                           | Stensättning     |              | Träslöv, Halland    |       | 57.144543, 12.333868 | 10150700440003 | Ladda upp en bild av detta fornminne      |
| Träslöv 45:1                           | Stensättning     |              | Träslöv, Halland    |       | 57.144453, 12.332963 | 10150700450001 | Ladda upp en bild av detta fornminne      |
| Träslöv 45:2                           | Stensättning     |              | Träslöv, Halland    |       | 57.144787, 12.333228 | 10150700450002 | Ladda upp en bild av detta fornminne      |
| Ekeberg (Träslöv 46:1)                 | Stensättning     |              | Träslöv, Halland    |       | 57.144508, 12.325677 | 10150700460001 | Ladda upp en bild av detta fornminne      |
| Träslöv 47:1                           | Stensättning     |              | Träslöv, Halland    |       | 57.136703, 12.329391 | 10150700470001 | Ladda upp en bild av detta fornminne      |
| Träslöv 48:1                           | Stensättning     |              | Träslöv, Halland    |       | 57.136127, 12.328328 | 10150700480001 | Ladda upp en bild av detta fornminne      |
| Träslöv 49:1                           | Hög              |              | Träslöv, Halland    |       | 57.143803, 12.334112 | 10150700490001 | Ladda upp en bild av detta fornminne      |
| Träslöv 50:1                           | Stensättning     |              | Träslöv, Halland    |       | 57.143455, 12.329242 | 10150700500001 | Ladda upp en bild av detta fornminne      |
| "Våra bjär" (Träslöv 51:1)             | Stensättning     |              | Träslöv, Halland    |       | 57.143173, 12.330236 | 10150700510001 | Ladda upp en bild av detta fornminne      |
| "Våra bjär" (Träslöv 51:2)             | Stensättning     |              | Träslöv, Halland    |       | 57.142791, 12.329843 | 10150700510002 | Ladda upp en bild av detta fornminne      |
| "Våra bjär" (Träslöv 51:3)             | Stensättning     |              | Träslöv, Halland    |       | 57.142731, 12.330173 | 10150700510003 | Ladda upp en bild av detta fornminne      |
| "Våra bjär" (Träslöv 51:4)             | Stensättning     |              | Träslöv, Halland    |       | 57.142578, 12.330510 | 10150700510004 | Ladda upp en bild av detta fornminne      |
| Träslöv 52:1                           | Stensättning     |              | Träslöv, Halland    |       | 57.142464, 12.331301 | 10150700520001 | Ladda upp en bild av detta fornminne      |
| Träslöv 53:1                           | Stensättning     |              | Träslöv, Halland    |       | 57.139841, 12.325770 | 10150700530001 | Ladda upp en bild av detta fornminne      |
| Träslöv 53:2                           | Hällristning     |              | Träslöv, Halland    |       | 57.139745, 12.325802 | 10150700530002 | Ladda upp en bild av detta fornminne      |
| Träslöv 53:3                           | Hällristning     |              | Träslöv, Halland    |       | 57.139822, 12.325987 | 10150700530003 | Ladda upp en bild av detta fornminne      |
| Träslöv 54:1                           | Stensättning     |              | Träslöv, Halland    |       | 57.139815, 12.335925 | 10150700540001 | Ladda upp en bild av detta fornminne      |
| Träslöv 55:1                           | Stensättning     |              | Träslöv, Halland    |       | 57.140969, 12.342472 | 10150700550001 | Ladda upp en bild av detta fornminne      |
| Träslöv 56:1                           | Stensättning     |              | Träslöv, Halland    |       | 57.142304, 12.348333 | 10150700560001 | Ladda upp en bild av detta fornminne      |
| Träslöv 56:2                           | Stensättning     |              | Träslöv, Halland    |       | 57.142195, 12.348230 | 10150700560002 | Ladda upp en bild av detta fornminne      |
| Träslöv 57:1                           | Hög              |              | Träslöv, Halland    |       | 57.143958, 12.343522 | 10150700570001 | Ladda upp en bild av detta fornminne      |
| Träslöv 58:1                           | Stensättning     |              | Träslöv, Halland    |       | 57.141577, 12.342446 | 10150700580001 | Ladda upp en bild av detta fornminne      |
| Träslöv 58:2                           | Hög              |              | Träslöv, Halland    |       | 57.141557, 12.342024 | 10150700580002 | Ladda upp en bild av detta fornminne      |
| Träslöv 58:3                           | Stensättning     |              | Träslöv, Halland    |       | 57.141500, 12.341344 | 10150700580003 | Ladda upp en bild av detta fornminne      |
| Träslöv 58:4                           | Stensättning     |              | Träslöv, Halland    |       | 57.141379, 12.341236 | 10150700580004 | Ladda upp en bild av detta fornminne      |
| Träslöv 58:5                           | Stensättning     |              | Träslöv, Halland    |       | 57.141058, 12.340903 | 10150700580005 | Ladda upp en bild av detta fornminne      |
| Träslöv 59:1                           | Stensättning     |              | Träslöv, Halland    |       | 57.143849, 12.336294 | 10150700590001 | Ladda upp en bild av detta fornminne      |
| Träslöv 61:1                           | Stensättning     |              | Träslöv, Halland    |       | 57.144603, 12.339927 | 10150700610001 | Ladda upp en bild av detta fornminne      |
| Träslöv 61:2                           | Stensättning     |              | Träslöv, Halland    |       | 57.144478, 12.339405 | 10150700610002 | Ladda upp en bild av detta fornminne      |
| Träslöv 61:3                           | Stensättning     |              | Träslöv, Halland    |       | 57.144355, 12.339509 | 10150700610003 | Ladda upp en bild av detta fornminne      |
| Träslöv 62:1                           | Gravfält         |              | Träslöv, Halland    |       | 57.140516, 12.339684 | 10150700620001 | Ladda upp en bild av detta fornminne      |
| Träslöv 66:1                           | Hög              |              | Träslöv, Halland    |       | 57.121683, 12.322623 | 10150700660001 | Ladda upp en bild av detta fornminne      |
| Träslöv 69:1                           | Stensättning     |              | Träslöv, Halland    |       | 57.129285, 12.345639 | 10150700690001 | Ladda upp en bild av detta fornminne      |
| Träslöv 69:2                           | Stensättning     |              | Träslöv, Halland    |       | 57.129332, 12.345988 | 10150700690002 | Ladda upp en bild av detta fornminne      |
| Träslöv 69:3                           | Stensättning     |              | Träslöv, Halland    |       | 57.129380, 12.346274 | 10150700690003 | Ladda upp en bild av detta fornminne      |
| Träslöv 69:4                           | Stensättning     |              | Träslöv, Halland    |       | 57.129419, 12.346456 | 10150700690004 | Ladda upp en bild av detta fornminne      |
| Träslöv 69:5                           | Stensättning     |              | Träslöv, Halland    |       | 57.129438, 12.346999 | 10150700690005 | Ladda upp en bild av detta fornminne      |
| Träslöv 70:1                           | Hög              |              | Träslöv, Halland    |       | 57.055926, 12.316883 | 10150700700001 | Ladda upp en bild av detta fornminne      |
| Träslöv 70:2                           | Stensättning     |              | Träslöv, Halland    |       | 57.055574, 12.316309 | 10150700700002 | Ladda upp en bild av detta fornminne      |
| Träslöv 71:1                           | Hög              |              | Träslöv, Halland    |       | 57.134208, 12.322849 | 10150700710001 | Ladda upp en bild av detta fornminne      |
| Träslöv 71:2                           | Stensättning     |              | Träslöv, Halland    |       | 57.134156, 12.322513 | 10150700710002 | Ladda upp en bild av detta fornminne      |
| Borrebjär (Träslöv 73:1)               | Fornborg         |              | Träslöv, Halland    |       | 57.073943, 12.320991 | 10150700730001 | Ladda upp en bild av detta fornminne      |
| Träslöv 76:1                           | Röse             |              | Träslöv, Halland    |       | 57.045155, 12.288457 | 10150700760001 | Ladda upp en bild av detta fornminne      |
| Träslöv 77:1                           | Röse             |              | Träslöv, Halland    |       | 57.045531, 12.289003 | 10150700770001 | Ladda upp en bild av detta fornminne      |
| Träslöv 128:1                          | Hög              |              | Träslöv, Halland    |       | 57.110641, 12.326236 | 10150701280001 | Ladda upp en bild av detta fornminne      |
| Träslöv 146:2                          | Stensättning     |              | Träslöv, Halland    |       | 57.107516, 12.310040 | 10150701460002 | Ladda upp en bild av detta fornminne      |
| Träslöv 164:1                          | Hällristning     |              | Träslöv, Halland    |       | 57.112030, 12.300648 | 10150701640001 | Ladda upp en bild av detta fornminne      |